# 원정국사
원정국사 경지(圓靜國師 鏡智, 생몰년 미상)는 고려의 왕자이자 승려이다. 희종과 성평왕후의 4남이다. 《고려사》〈열전〉에는 대선사 경지(大禪師 鏡智)로 기록되어 있다.

## 생애
생몰년은 기록이 없어 알 수 없으며, 고려 제21대 왕인 희종과 성평왕후의 4남이다. 성은 왕, 본관은 개성이다. 《고려사》〈열전〉에는 "대선사 경지(大禪師 鏡智)"로 기록되어 있는데, 대선사란 불교의 선종의 법계 중 하나를 가리킨다. 대선사에 올라야 법사나 국사가 될 수 있는 자격이 부여되었다.
1220년(고종 7년)에 출가하였으며, 보경사의 주지였던 희양산문의 원진국사 승형의 제자가 되었다. 고종 때에는 진구사의 주지와 선사 및 대선사를 지냈고, 이후 원정국사(圓靜國師)에 봉해졌다. 1276년(충렬왕 2년)에는 강양의 몽계사에 갔다가, 그곳의 능엄도장의 주맹이던 승려 보환이 지은 《능엄경신과》 2권이 오랫동안 인쇄되지 못했다는 사실을 알고, 이를 펴내기도 하였다.
한편 고려 말의 학자 이승휴가 12세 때 왕경지의 처소에 들어가 공부를 한 적이 있다.

## 가족 관계
- 부왕 : 제21대 희종(熙宗, 1181~1237, 재위:1204~1211)
- 모후 : 성평왕후(成平王后, ?~1247)
  - 형 : 창원공 왕지(昌原公 王祉, 1197~1262)
  - 형 : 시령후 왕위(始寧侯 王禕, 생몰년 미상)
  - 형 : 경원공 왕조(慶原公 王祚, ?~1279)
  - 동생 : 충명국사 각응 (冲明國師 覺膺, 생몰년 미상)
  - 남매 : 고종의 왕비 안혜왕후(安惠王后, ?~1232)
    - 조카 : 제24대 원종(元宗, 1219~1274, 재위:1259~1274)

  - 남매 : 영창공주(永昌公主, 생몰년 미상)
  - 남매 : 덕창궁주(德昌宮主, 생몰년 미상)
  - 남매 : 가순궁주(嘉順宮主, 생몰년 미상)
    - 조카 : 원종의 제2비 경창궁주(慶昌宮主, 생몰년 미상)

  - 남매 : 정희궁주(貞禧宮主, 생몰년 미상)